# Kogyoku
Imperatriz Kogyoku (皇極天皇, Kogyoku-tennō, 594-661) foi a 35º Imperatriz do Japão, na lista tradicional de sucessão.

## Vida
Antes da sua ascensão ao trono, seu nome era Ametoyo Takara Ikashi Hitarashi hime.
A Princesa Takara (Takara no miko) era bisneta do Imperador Bidatsu. E se tornou esposa e imperatriz consorte de seu tio Imperador Jomei. Após a morte deste é entronizada como Imperatriz Kogyoku.
Kogyoku reinou de 642 a 645.  Kogyoku e Saimei foram a mesma pessoa, que reinou por duas vezes como imperatriz do Japão. Ela foi a segunda mulher a ascender ao Trono do Crisântemo.
Durante seu primeiro reinado o Clã Soga  assume o poder na pratica. Seu filho Príncipe Naka-no-Ōe planejou um Golpe de Estado e matou Soga no Iruka na Corte em frente a seu trono, no episódio conhecido como Incidente de Isshi. A Imperatriz, chocada com o incidente, abdicou ao trono em 645 com 51 anos de idade, em favor do Imperador Kōtoku.